# セントローレンス湾

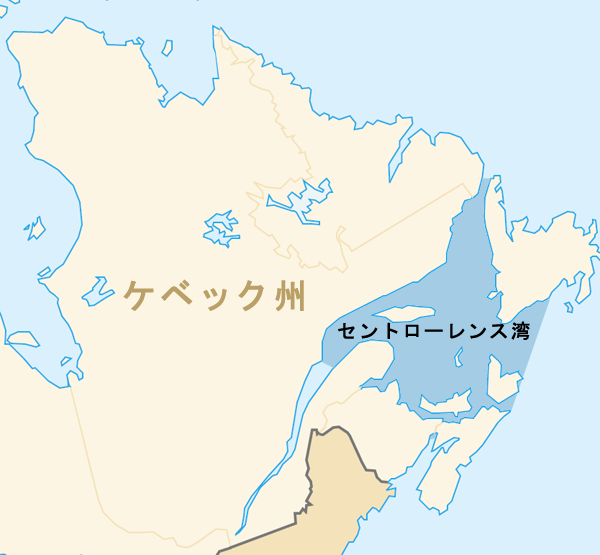
セントローレンス湾

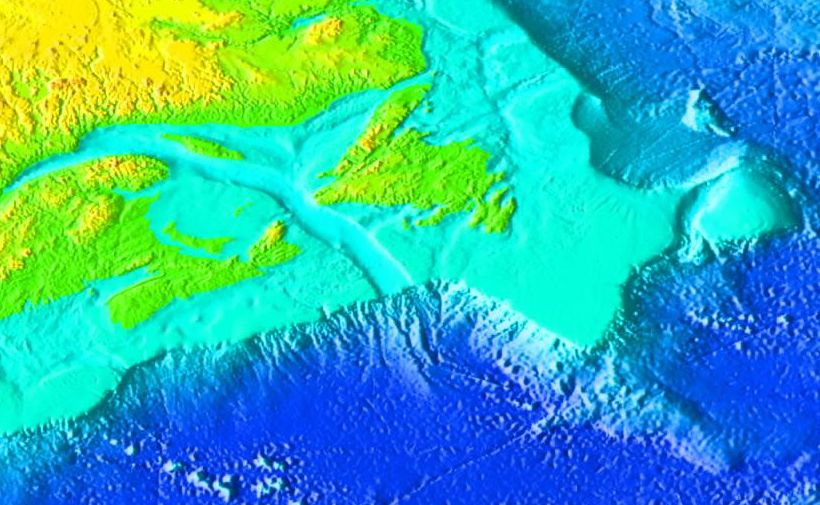
湾内の水深分布

セントローレンス湾 (セントローレンスわん、英語:Gulf of Saint Lawrence、フランス語:Golfe du Saint-Laurent) はカナダ南東部に位置する湾であり、セントローレンス川を経由して五大湖から大西洋への湖水の出口。ここに注ぐセントローレンス川の河口は世界最大の規模である。また大西洋と、工業地帯である五大湖周辺を結ぶ重要な航路でもある。
湾は北はラブラドル半島、東はニューファンドランド島やサンピエール島、南はノバスコシア半島やケープブレトン島、西はガスペ半島に囲まれている。湾内の島にはアンティコスティ島やプリンスエドワード島、マドレーヌ諸島、ケープブレトン島、サンピエール島、ミクロン島がある。セントローレンス川に加え、ミラミチ川 (Miramichi River)、ナタシュカン川 (Natashquan River)、ロメーヌ川 (Romaine River)、レスティゴーシュ川 (Restigouche River)、マーガリー川 (Margaree River)、ハンバー川 (Humber River) などが流入している。支湾として、シャルール湾 (Chaleur Bay)、フォーチュン湾 (Fortune Bay)、ミラミチ湾 (Miramichi Bay)、セントジョージズ湾 （St. George's Bay、2箇所存在）、アイランズ湾 (Bay of Islands)がある。大西洋への出口は中央のカボット海峡、南のカンソー海峡、北のベルアイル海峡の3箇所ある。
また、タイセイヨウサケやマス類、カラフトシシャモをはじめ、セントローレンス川水系がもたらす有機物や微生物などの豊富な栄養素により、豊かな漁場となっている。特に、子供アザラシ猟が盛んであるが、近年では、批判の声も挙がっている。